# Бриджес, Лукас
Эстебан Лукас Бриджес (31 декабря 1874 — 4 апреля 1949) — аргентинский писатель и исследователь английского происхождения.

## Биография
Он был третьим сыном англиканского миссионера преосвященного Томаса Бриджеса (1842—1898).
В своей книге «На самом краю земли» (1948), опубликованной за год до смерти Бриджеса, он описал почти столетнюю историю своей семьи, которая переселилась с миссией на Огненную Землю в 1871 году. Его отец с 1856 года с перерывами проживал то на острове Кеппел, то на Фолклендских островах, то непосредственно на Огненной Земле. Это классическое литературное произведение рассказывает историю столкновения трёх цивилизаций: белых, яганов и селькнамов. Лукас Бриджес вырос среди коренного населения острова, изучил языки и обычаи обоих местных племен. В результате экспансивной деятельности переселенцев из Европы оба племени прекратили свое существование.
В 1898 году Бриджес открыл путь к северу от Станции Гарбертон к восточной части озера Фаньяно, где земли были пригодны для выпаса и разведения овец. В 1902 году Бриджес и его братья основали Станцию Виамон в северной части Огненной Земли, а новый путь использовался для перевозки скота между двумя станциями.
Позже Бриджес отправился в Англию, где поступил на службу и принял участие в Первой мировой войне. В 1917 году он женился на Жаннетт Маклауд Жардин (1890—1976). После войны он переехал в Южную Африку, где вместе со своим братом создал ранчо. В конце концов, он вернулся в Аргентину, где и прожил последние годы своей жизни. Умер в Буэнос-Айресе и был похоронен на британском кладбище в районе Чакарита, там же был похоронен и его отец.